# Drager (wiskunde)
In de wiskunde heeft het begrip drager verschillende betekenissen:
- In de analyse is de drager van een functie het deel van het domein waar de functie ongelijk is aan nul. Vaak wordt met de drager juist de afsluiting van laatstgenoemde verzameling bedoeld. In dat geval:
Zijn {\displaystyle D\subseteq \mathbb {R} ^{n}}, en {\displaystyle f:D\to \mathbb {R} } een functie. Dan wordt de drager van {\displaystyle f} gedefinieerd als
{\displaystyle \quad {\mbox{supp}}(f)={\overline {\{x\in D|f(x)\neq 0\}}}} 
(waarbij 'supp' staat voor het Engelse 'support'). Merk op: als {\displaystyle x} niet in de drager van {\displaystyle f} zit, is er een omgeving {\displaystyle U} van {\displaystyle x} zodat {\displaystyle f(y)=0} voor alle {\displaystyle y\in U}.
- In de maattheorie kan de drager van een maat gezien worden als de verzameling van punten die echt bij het meten worden betrokken. Omdat de kansrekening een onderdeel is van de maattheorie, is de drager van een kansverdeling de afsluiting van de verzameling mogelijke waarden van een toevalsvariabele met die kansverdeling.
- In de euclidische meetkunde is de drager (dragende rechte) van een lijnstuk de rechte lijn door de eindpunten van dat lijnstuk. Dit geldt ook voor de rechte lijn door het begin- en het eindpunt van een vector.

Ook wordt de rechte lijn die samenvalt met een halfrechte (halve lijn), soms de drager van die halfrechte genoemd.
De drager van een vlakkenwaaier (vlakkenbundel) is de gemeenschappelijke rechte lijn van de vlakken van die waaier.